# Oncideres albopicta
Oncideres albopicta är en skalbaggsart som beskrevs av Martins och Maria Helena M. Galileo 1990. Oncideres albopicta ingår i släktet Oncideres och familjen långhorningar. Inga underarter finns listade i Catalogue of Life.